# Блохин, Иван Семёнович
Иван Семенович Блохин (13 (25) октября 1887, д. Брыкино (Якшино) Московской губернии — 1954, Москва) — русский и советский художник, представитель русского авангарда. Работал в жанре кубофутуризма, импрессионизма, монументальной живописи.

## Биография

### Происхождение
Иван Семенович Блохин родился 13 (25) октября 1887 года в деревне Брыкино (Якшино) Московской губернии Верейского уезда Шелковской волости (Дороховский район) в многодетной крестьянской семье. «Семья у отца была средней зажиточности», — вспоминал художник в своей автобиографии.

### Ранние годы
В 9 лет он был отдан в сельскую школу, которую окончил за два года с похвальным листом. Любовь к рисованию проснулась в нём рано и, видимо, не была случайной, так как его старший брат Андрей учился и работал в знаменитой живописной мастерской Тараса Михайловича Рожкова в Москве. В эту же мастерскую в 11-летнем возрасте был отдан на обучение Иван Блохин. Обучение, длилось пять лет. В 1905 году Иван Блохин поступает в художественную студию Анатолия Петровича Большакова, где учится ровно год.
В 1906 году одаренный талантом молодой человек, поступает в модную тогда частную художественную школу Федора Ивановича Рерберга на Мясницкой, где обучается почти четыре года. Позднее Блохин вспоминал: «Моими сверстниками по этому художественному училищу были художники: ныне умерший Казимир Малевич, брат и сестра Бурлюки (Владимир и Людмила), Захаров Федор Иванович, Ясинский-младший, Рыбников (ныне профессор), Стороженко и др.». Близкое общение с апологетами русского авангарда, оказало сильное влияние на формирование творческого вкуса художника.
Одновременно с занятиями в художественной школе Рерберга Блохин учился в Народном университете, всего около четырёх лет, на юридическом и историко-филологическом факультетах. Но диплом получить не смог, так как осенью 1909 года первый раз был призван на действительную военную службу. Воинская часть, куда был распределен Блохин, дислоцировалась в Воронеже. По ходатайству местных художников Богданова и Бучкури, в последние два года службы Ивану Семеновичу было разрешено заниматься в Воронежском художественном училище, вплоть до 1912 года.
После демобилизации ровно год он учится в Москве в студии педагога художника-реалиста Василия Никитича Мешкова на Воздвиженке. Во время учёбы в мастерской Мешкова Блохин успешно сдает конкурсный экзамен в Московское училище живописи, ваяния и зодчества (впоследствии ВХУТЕМАС).

### На фронте Первой мировой войны
1 августа 1914 года Российская империя вступает в Первую мировую войну. Мечта художника получить образование в стенах знаменитого училища не сбылась; в 1914 году «…я был мобилизован, — вспоминал Иван Семенович, — и 6 августа этого года был отправлен на театр военных действий на Мазурские озера в Восточную Пруссию, где в то время шли ожесточенные бои». По действующим тогда законам всего три класса реального училища давали возможность пойти вольноопределяющим, то есть выбирать место службы по собственному усмотрению, например, телеграфистом, санитаром и т. д. Но часто образованные люди по идейным соображениям уходили на войну «на общих основаниях». Среди них был Иван Семенович Блохин.
В феврале 1915 года 109 пехотный Волжский полк в составе 20 армейского корпуса, в рядах которого воевал Блохин, попадает в окружение в Августовских лесах под польским местечком Сувалки где несет катастрофические потери. В этих условиях Иван Семенович проявляет себя очень ярко и становится героем.
Российский государственный военно-исторический архив (РГВИА) предоставил сведения, исх. № 1159 от 22.06.2005 г., о награждении художника и описание подвигов. В приказе по 20-му армейскому корпусу № 106 от 19.06.1915 года объявлено о награждении старшего унтер-офицера 109-го пехотного Волжского полка Ивана Блохина Георгиевским крестом 4-й степени № 254937 за то, что «3-го февраля под сильным огнем противника, умело управляя огнем своего взвода, выбил противника из его окопов и занял их». Приказ подписан командиром корпуса генералом от инфантерии Евреиновым (Ф.2218, Оп.1, Д.378).
В приказе по этому же корпусу № 160 от 16 июля 1915 года объявлено, что на основании статьи 78 статуса Георгиевского креста старший унтер-офицер 109-го пехотного полка Иван Семенович Блохин награждается Георгиевским крестом 3-й степени № 35500 за то, что «10 апреля 1915 года у озера Сайно вызвался на разведку и, попав под ружейный огонь противника, не прекратил оной, а с полным презрением к смерти выполнил данную задачу, чем содействовал общему делу» (Ф.2218, Оп.1, Д.385).
Боевые заслуги позволили Блохину выделиться из солдатской среды. По рассказам зятя дочери художника В. Л. Славинского, после Февральской революции 1917 года он избирается командиром полка.
Во время гражданской войны, согласно сведениям из Центрального архива ФСБ РФ, исх. № 10/А — 2592 от 17.05.2005 г., Блохин И. С. «в 1917 −1921 гг. служил военным комиссаром».

### Период ВХУТЕМАСа
В 1918 году, одновременно со службой, Блохин продолжил свое образование во ВХУТЕМАСе под руководством художника Павла Варфоломеевича Кузнецова, одного из основателей художественного объединения «Голубая роза».
Из воспоминаний Блохина: «… во ВХУТЕМАСе я работал одновременно в мастерской без руководителя. …на последнем курсе мне была присуждена персональная мастерская, в которой я и работал последний академический год». О значительности этого события свидетельствуют воспоминания художника Б. Ф. Рыбченкова, учившегося в то время у Надежды Андреевны Удальцовой, «амазоноки русского авангарда», возглавлявшей мастерскую во ВХУТЕМАСе: «В живописных мастерских ВХУТЕМАСа тон задавали немногие из признанных… Без благословения элиты попасть в ту или иную мастерскую оказывалось не так-то просто…». Персональная мастерская давала Блохину возможность заниматься преподавательской деятельностью, ставшей впоследствии неотъемлемой частью его биографии.
По воспоминаниям художника Н. Е. Кузнецова Блохин, одновременно с учёбой, служит в городском комиссариате, где ведает «художественными делами». Занимается оформлением площадей и улиц Москвы к различным мероприятиям, а также оформлением театральных сцен. Его картины закупаются Государственным музейным фондом.
В 1925 году Блохин принимает участие в Московской выставке «Объединенное искусство — Обис» вместе с художниками Петром Петровичевым, Леонардом Туржанским, Аполлинарием Васнецовым, В. Эйгесом, В. Коровиным. На этой выставке были представлены его картины «Манифестация», «Совхоз», «В тупике» и три этюда. В том же 1925 году журнал «Эхо» публикует репродукции двух его работ: «Инвалид труда — краснодеревец» и «Забастовка», выполненные в манере кубизма.
Картина художника, датируемая этим же временем, под названием «Кубофутуристический городской пейзаж» в 2003 году была выставлена на аукционе Sotheby’s.
В 1927 и 1929 годах Блохин участвует во Второй и Третьей выставках «Группы московских художников» — творческого объединения, членом и учредителем которого художник был до его роспуска. На этих выставках Блохин представлен картинами: «Комсомолка», «Крестьянская девушка», «Портрет неизвестной».

### 1930-е
1930-е годы ознаменованы «борьбой с формализмом в искусстве». После долгих лет забвения натуралистическое искусство вновь возвращается к жизни, с фотографической точностью повествуя о достижениях Советской власти.
В 1932 году, 29 апреля, Блохина арестовывают органы ОГПУ по обвинению в «антисоветской деятельности, выразившейся в участии в контрреволюционной организации „Союз крестьянского труда“». По сведениям архива ФСБ, в том же году художник был освобожден из-под стражи под подписку о невыезде (Центральный архив ФСБ РФ, исх. № 10/А — 2592 от 17.05.2005 г.). Арест послужил итогом кубофутуристического опыта творчества Блохина. После этого события, по сведениям семьи, часть работ, несущих отпечаток «формализма» была уничтожена самим художником.
В конце 1930-х годов получила новый импульс развития монументальная живопись, что было связано с необходимостью оформления большого числа общественных зданий и только что открывшейся Всесоюзной сельскохозяйственной выставки. Блохин получает заказ на оформление павильона «Юннаты». Также при оформлении павильона «Сибирь» по эскизам академика Бялыницкого-Бируля он расписывает два панно «Омск» и «Челябинск», размером 25 на 3 метра каждый. В 1938 году МОССХ «контрактует» его на работы в пейзажной живописи. Он участвует в выставках в Москве, Кисловодске, Ялте, Евпатории. Его работы закупаются музеями Харькова, Саратова, Астрахани, Музеем Революции в Москве.

### Великая Отечественная война
В годы Великой Отечественной войны Блохин состоит в резерве военкомата по организации партизанского движения. Его родная деревня Якшино вместе с его домом сожжена при отходе советскими войсками, там же сгорела часть картин художника. В годы войны наряду с другими художниками, он выставлял свои картины в госпиталях.
Самой значительной в военный период стала выставка января 1942 года «Пейзаж нашей Родины», проходившая в Москве в Центральном выставочном зале МОССХа, на которой Блохин экспонировался вместе с Витольдом Бялыницким-Бируля, Василием Бакшеевым, Кончаловскими, отцом и сыном, Николаем Крымовым, Кузнецовым, Петром Петровичевым, Василием Мешковым, Надеждой Удальцовой, Константином Юоном.

### 1940—1950-е
В конце 1940-х-начале 1950-х годов Ивану Семеновичу Блохину присваивается академическая пенсия. Тогда же ему приходится вести интенсивную работу преподавателя и руководителя ряда художественных студий, — сотрудничая на этом поприще с такими московскими художниками, как Ф.Рерберг, М.Леблан, Н.Кузнецов.
«В разное время состоял, — пишет Блохин в своей автобиографии, — преподавателем: в Изостудии клуба арсенала Кремля, в институте по повышению квалификации архитекторов, в студии самодеятельного искусства Коминтерновского района, в студии издательства „Крестьянской газеты“».
К картинам этого периода относится так называемая «Болдинская сюита» — серия пейзажей, написанных в пушкинских местах в 1949 году, в связи с юбилеем поэта. Часть этих картин хранится в Музее имени А. С. Пушкина в Москве на Пречистенке.
1950-е годы отмечены началом «борьбы с космополитизмом и всякой иностранщиной». Блохин публично отстаивает школу импрессионизма, вот строки из его выступления: «Наиболее удачные произведения на этой выставке выросли в результате использования последних завоеваний, сделанных импрессионизмом, направлением, впитавшим в себя наиболее ценные завоевания науки, оптики, физики и т. д. и обогатившим художников новыми средствами выражения…».
В 1954 году на выставке работ художника Николая Борисовича Терпсихорова, Блохин, характеризуя творчество своего коллеги, неожиданно выступает в защиту революционных художественных течений в искусстве начала XX века: «…соблазн был велик. Мы помним зажигательные и подчас увлекательные трюки Казимира Малевича, Давида Штернберга, и ещё ранее апологетами формализма являлись во главе с знаменитым нашим поэтом Владимиром Маяковским Давид Бурлюк с братом, Ларионов, Гончарова и, наконец, манифесты знаменитого французского художника Пикассо. Сколько соблазна, как не закружиться голове!». На эти слова председательствующий с возмущением замечает: «Товарищ Блохин свалил все в одну кучу — Маяковского, Малевича, Штернберга. Это неправильно. Употребил такие выражения, как „соблазнительный формализм“. Получилось все как-то нехорошо».
Спустя два месяца после этого выступления художник получает извещение о том, что он исключен из членов Союза МОССХа. Исключение из МОССХа становится причиной инфаркта и несмотря на якобы ошибочность этого извещения, художник Иван Семенович Блохин вскоре умирает.

## Наследие
Персональная выставка художника Иван Семенович Блохина состоялась в 1959 году, через пять лет после его смерти. Все картины после этой выставки были сложены женой художника — Анастасией Николаевной в трехкомнатной квартире в Леонтьевском переулке, которую ей выдали, «приняв во внимание большую ценность художественных произведений её покойного мужа, имеющих общенациональное значение».
Пролежав ровно 40 лет без движения, ревностно хранимые женой и дочерью, они увидели свет только после смерти дочери художника Любови Ивановны в 1999 году. Тогда же, на рубеже веков, значительная часть картин из архива Ивана Блохина, отмеченных периодом 1910—1920 годов, была вывезена за границу, остальная разошлась по российским частным галереям и коллекциям.